# Barbara Clark
Barbara Clark (n. 24 septembrie 1958, Coronation⁠(d), Alberta, Canada) este o înotătoare ce a reprezentat Canada, medaliată olimpică. A participat la o ediție a Jocurilor Olimpice (1976) în care a câștigat două medalii de bronz.